# ФК „Селтик“
ФК „Селтик“ (на английски: Celtic F.C., Celtic Football Club) е футболен клуб, базиран в района на Паркхед в Глазгоу, Шотландия, Великобритания.
Отборът се състезава в Шотландската премиър лига като има 52 спечелени титли. Освен това от основаването си през 1888 г. тимът е спечелил и 40 купи на своята страна, както и е първият британски отбор спечелил купа в европейските клубни турнири – Купата на европейските шампиони през 1967 г. Селтик играе срещите си на Селтик Парк, често наричан Паркхед, който е най-големият стадион в Шотландия. Отборът има фен база, която наброява около 9 милиона привърженици, от които 1 милион в Северна Америка. Основните цветове на клуба са зелено-бели раирани фланелки, бели гащета, бели чорапи.
През 1967 г. когато печели Купата на европейските шампиони срещу Интер Милано, Селтик играе с отбор съставен изцяло от местни футболисти (по-късно Стяуа Букурещ става вторият подобен отбор). През този сезон ръководеният от Джок Стийн състав печели всички турнири, в които участва – Шотландската лига, Купата на Шотландия, Купата на лигата, Купата на европейските шампиони и Купата на Глазгоу, като става единственият отбор постигал подобен успех. През 1970 Селтик достига до втори финал за Купата на европейските шампиони, който губи от Фейенорд.
През 2003 Селтик достига финал в Купата на УЕФА срещу Порто, но губи с 2:3. 80 000 привърженици на Селтик пътуват до Севиля, въпреки че мнозина нямат билети. Привържениците на Селтик получават награди от УЕФА и ФИФА за тяхното поведение по време на целия турнир.

## История
Селтик е основан формално в църквата Сейнт Мери на Ийст Роуз Стрийт, Калтън в Глазгоу от брат Уолфрид, ирландски маристки свещеник, на 6 ноември 1887 година. Брат Уолфрид формира клуба с идеята да създаде благотворителен фонд за бедните деца в Глазгоу по маниера на основания 13 години по-рано отбор на Хибърниън в Единбург. Името Селтик, предложено от Уолфрид, е трябвало да отразява ирландско-шотландските корени на клуба.

### Ранни години и успехи
Първият официален мач на Селтик се състои на 28 май 1888 като отборът побеждава Рейнджърс с 5:2. В състава на Селтик в този мач взимат участие 8 гостуващи футболисти от Хибърниън. Първият в историята гол за Селтик вкарва Нийл Маккалъм. В тези начални години Селтик играе с бели фланели със зелена якичка и червен келтски кръст на гърдите, през 1890 те преминават към зелено-бели вертикални райета (легендарните екипи със зелено-бели хоризонтални райета са въведени през 1903).
През 1892 година Селтик заемат място на новия им стадион „Селтик Парк“, наричан Раят (Paradise), дом на клуба и до днес. Още на следващата година печелят първата си титла, последвала триумфа за Купата на Шотландия предишния сезон. До края на века The Bhoys, както стават известни, печелят 4 титли и 2 купи, а през 1897 година за първи мениджър на клуба е определен един от първите му футболисти легендарният Уили Мейли, който се задържа на този пост цели 43 години.
Между 1904 и 1910 година Селтик печелят рекордните в света за онова време 6 поредни титли. В началото на следващата декада клубът загубва временно лидерската си позиция, за да се завърне отново на върха с три поредни титли през 1915, 1916 и 1917 година. По това време зелено-белите райета са носени от някои от най-добрите футболисти на Острова като Джими Куин, отбелязал 191 гола за 14 години; Джими Макменъми със 144 гола за 17 години; вратаря Чарли Шоу; големия нападател Джими Макгрори, постигнал 550 гола за 455 мача за 15 години в клуба; дядото на днешния шотландски нападател Кевин Галахър, ирландският национал Патси Галахър, играл както за Републиката, така и за Северна Ирландия. Дребничкият Патси печели симпатиите на публиката с невероятните си финтове и странни голове, но също и с проявите си извън терена, където веднъж се гримира и облича в женски дрехи, с цел да се измъкне незабелязан от Уили Мейли от хотела, в който Селтик са отседнали за гостуване.
През 1931 година по време на мач срещу Рейнджърс, Селтик и шотландският национален отбор губят една от големите си млади надежди, вратаря Джон Томпсън, който умира след сблъсък в наказателното поле с противниковия нападател Сами Инглиш.
През 1938 година Селтик печелят последната си титла под ръководството на Мейли, който отстъпва поста през 1940 на Джими Макстей, който е и чичо на Пол и Уили Макстей, и управлява клуба през военните години.

### След войната
След Втората световна война мениджърският пост се заема от легендата на терена Джими Макгрори. Големият джентълмен на и извън терена Макгрори не е най-подходящата фигура за работата и клубът навлиза в период, който трудно може да бъде определен като успешен. Въпреки това клубните цветове и през този период са носени от големи футболисти и личности. Сред тях е считаният от много за най-велик играч в историята на клуба Чарли Тъли, ирландец, дошъл от Белфаст Селтик. Тъли остава в историята с разпиляването на известната като „Желязна завеса“ защита на Рейнджърс през 1948 година, както и с отбелязания директно от корнер гол на Англия с цветовете на Северна Ирландия.
Но сред всички величия, някога минавали през вратите на Паркхед, най-важната придобивка се оказва неатрактивен център-халф, дошъл от неизвестен уелски отбор през 1951 година, и носещ името Джок Стийн. Глазгоу Селтик завинаги ще бъдат променени от този напълно незабележим на терена протестант. Само два месеца след неговото пристигане клубът печели първия си трофей от 13 години, побеждавайки Дънфърмлин Атлетик на финала за купата на Шотландия. През сезона 53/54 е постигнат дубъл, узаконил доминацията на Селтик, проявена и на международната сцена със спечелването на Купата на Коронацията през 1952 година в чест възкачването на британския престол на кралица Елизабет Втора. В годината на пристигането на Стийн се случва и друго знаменателно събитие в историята на клуба, този път извън терена. След войната, наред със засилването на напрежението между Британия и Ирландия, осезаемо се увеличава и разделението между ирландската католическа общност и шотландските протестанти. Селтик, които гордо веят ирландския трикольор над известната трибуна Jungle от самото си създаване, са заплашени от Шотландската футболна асоциация с изключване, ако не свалят флага. От клуба категорично отказват, но изключване така и не последва, според някои заради намесата на вечния враг Рейнджърс, които подкрепят Селтик, разбира се не от добри чувства, а от нежелание да претърпят неминуеми загуби от неучастието на Селтик в лигата.
На 19 октомври 1957 година големите съперници се изправят един срещу друг във финал за Купата на Шотландия. Рейнджърс имат без съмнение по-постоянния, обигран и добър отбор и са фаворити в мача, но губят с катастрофалното 1:7 (най-голямата разлика във финал, и в Шотландия, и в Англия).
В следващите години Селтик не успяват да възвърнат лидерството си от началото на 50-те. Непрофесионално управление от Борда на директорите и продажби на таланти в Англия съпътстват клуба през този период. Но всичко това ще се промени на 31 януари 1965 година, когато Джок Стийн прекрачва отново прага на Рая.
В началото на 60-те той си изгражда завидна репутация като мениджър на Хибърниън и Дънфърмлин Атлетик. Голям успех е спечелването на купата със скромния отбор на Дънфърмлин и последвалата победа в Европа над Валенсия с 6:2. Завръщането му като ръководен фактор в изпадналия в криза негов бивш клуб като футболист е неминуемо. Стийн е първият протестант начело на Селтик, като това за пореден път демонстрира тенденцията, още от основаването на Селтик, клубът да обединява, а не да разделя.
Още в първия си сезон Стийн печели Купата на Шотландия, а през следващия достига полуфинал за КНК, загубен злощастно от Ливърпул, и първа титла в Шотландия от 14 години, гарнирана с победа 5:1 срещу Рейнджърс в новогодишния мач на 1966. През сезона 1966/67 Селтик ще се състезават за пръв път в турнира на шампионите.
Вратар на този знаменит отбор е изживяващият втора младост 36-годишен Рони Симпсън, взет на 33 от Хибс, златен медалист с олимпийския тим на Великобритания от 1948 година. Защитници в подчетано атакуващата формация на Стийн 2-3-5 са Джон Кларк и Джим Крейг. Пред тях са капитанът и истински колос Били Макнийл, Томи Гемъл и Боби Мърдок. Напред са феноменът Джими Джонстън, Боби Ленъкс, определен от Боби Чарлтън за най-доброто крило, срещу което е играл и атакуващото трио Стиви Чалмърс, Уили Уолъс и Бърти Оулд, срещу което малко защити в света имат шансове.

### Лисабонските лъвове
Кампанията си в КЕШ Селтик започват с категоричните 2:0 и 3:0 срещу ФК Цюрих, и две победи с по 3:1 срещу френския шампион Нант. На 1/4 финала идва югославският шампион Войводина, елиминирал Атлетико Мадрид. Първият мач в Югославия е загубен с 0:1, но на реванша Селтик печелят инфарктна победа с 2:0, отбелязвайки втория гол в продължението чрез Били Макнийл. Дукла Прага са победени с 3:1 на Паркхед в първия полуфинал, а реваншът завършва 0:0 и е определен от Джими Джонстън за единствения случай в кариерата му в Селтик, когато отборът е играл дефанзивно. Финалът изправя момчетата на Стийн срещу страховития Интер Милано, печелил КЕШ през 1964 и 1965 и елиминирал през последните сезони редица европейски топ отбори и шампиони на страните си по онова време. На 25 май 1967 година в Лисабон 11-те избраници на Стийн, които с изключение на Боби Ленъкс до един са родени най-много на 30 мили от Глазгоу, записват най-голямото постижение в клубната история и стават първия британски отбор (макар че Селтик са всичко друго, но не и британски клуб), завоювал най-ценния европейски клубен трофей след победа с 2:1 и решаващ гол на Стив Чалмърс 5 минути преди края.
В годината на европейския си триумф Селтик записват домашен требъл, който е част от рекордните 9 поредни титли до сезона 1974/75. В този най-успешен период от историята на клуба отборът печели дубъл през 1969 (след победа срещу Рейнджърс с 4:0 на финала за купата), 1971, 1972 и 1974. През 1975 са спечелени двете купи, но не и лигата, за първи път от 1966 година. В началото на 70-те с цветовете на Селтик заиграват футболисти като Кени Далглиш, Лу Макари, Дейвид Хей и Джордж Конъли. През този период е и вторият финал за КЕШ срещу Фейенорд, този път изгубен.

### Между 1980 – 2000
В средата на 80-те финансовото положение в клуба не е добро. През 1983 Макнийл напуска също след дискусии за пари и е заместен от Дейвид Хей. Хей печели първата си титла след един от най-инфарктните завършеци на сезон в историята на шотландския футбол през 1986. На Хартс трябва равен в последния кръг, за да спечелят титлата, но губят с 2:0, а Селтик побеждават с нужните им 5 гола и стават шампиони по голова разлика. На следващия сезон шампион е Рейнджърс с 10 точки разлика, Дейвид Хей е уволнен от Борда, който връща Били Макнийл. През 1987/88 Селтик печели дубъл, но следват 9 кошмарни сезона, съпътствани от финансови неуредици, през които са спечелени едва две купи, а всички титли отиват при кръвния враг.
През лятото на 1997 Вим Янсен поема Селтик и още през същия сезон прекъсва доминацията на Рейнджърс, гонещи рекордни 10 поредни успеха. Янсен привлича бъдещата легенда Хенрик Ларсон за 650 000 лири. Въпреки лошия старт клубът от Източен Глазгоу печели Купата на Лигата и шампионата, а крахът на Рейнджърс е пълен след загубата на финала за Купата на Шотландия от Хартс. Янсен обаче напуска веднага след шампионския сезон вследствие на търкания с ръководството. Идва времето на Мартин О'Нийл и неговия отбор, част от който е и българинът Стилиян Петров, които печелят и трите отличия в сезон, в началото на който букмейкърите са затворили залаганията за бъдещия шампион в полза на Рейнджърс. През летния трансферен прозорец на 2006 година и българският национал Стилиян Петров напусна клуба, за да се присъедини към английския Астън Вила.

### В последните сезони
От 2005 до 2009 година отборът се води от Гордън Стракън. Под негово ръководство Селтик печели 6 трофея за 4 години – 3 шампионски титли подред, 1 купа на Шотландия, 2 купи на Лигата. В Шампионската лига отборът в два поредни сезона играе на 1/8 финалите в турнира. Стракън подава оставка през май 2009 след като Селтик в последните два кръга губи шампионската титла. През юни 2009 за мениджър е назначен Тони Моубри, водил през преди това Уест Бромич Албиън. Моубри е бивш капитан на Селтик, играл за отбора в периода 1991 – 1995. Заедно с него като треньор на първия отбор се завръща и Питър Грант, бивш полузащитник на Селтик, изиграл над триста мача за клуба (1982 – 1997). След поредица от неуспешни мачове и неубедително представяне на отбора, по-малко от година начело на клуба, в началото на 2010 г., Моубри подава оставка и е заменен на поста от Нийл Ленън, доскорошен капитан на Селтик.
Под ръководството на Ленън Селтик печели две шампионски титли на Шотландия и веднъж Купата на Шотландия. През сезон 2012/13 отборът влиза в групите на Шампионската лига, където успява да победи Барселона и да завърши на второ място. В елиминациите отпада от Ювентус след загуби в двата мача.

## Медия
През 1965 година започва публикуването на Celtic View – най-старото клубно футболно списание във Великобритания.
През 2004 Селтик пуска собствен телевизионен канал Селтик ТВ. От 2002 г. Интернет ТВ каналът на Селтик Канал 67 излъчва собствено съдържание за абонати и извън Великобритания като предлага и мачове на живо.

## Рекорди
- Финалният мач за Купата на Шотландия през 1937 срещу Абърдийн на Хемпдън Парк е посетен от 146 433 зрители, което е рекорд за клубен мач в европейския футбол.
- Селтик държи Британския рекорд за най-много мачове без загуба – 62 мача (49 победи, 13 равенства) от 13 ноември 1915 до 21 април 1917
- Селтик държи и рекорда на ШПЛ за най-много мачове без загуба като домакин – 77, от 2001 до 2004.
- Рекордно посещение: 92 000 срещу Рейнджърс на 1 януари 1938. Победа на Селтик с 3:0.
- Играч с най-много мачове за чужд национален отбор: 83, Шунсуке Накамура (Япония)
- Играч с най-много мачове за Шотландия: 76, Пол Макстей
- Най-много мачове за Селтик: Били Макнийл, 790 (1957 – 1975).
- Най-много голове в един сезон (всички турнири): Хенрик Ларсон, 53 (2000 – 01)
- Най-много голове в един сезон (само в лигата): Джими Макгрори, 50 (1935 – 36)
- Най-много голове за клуба: Джими Макгрори, 468 (от 1922 – 23 до 1937 – 38)
- Най-много голове вкарани от един играч в един мач (в горните дивизии): 8 гола за Джими Макгрори срещу Дънфърмлин при победата с 9:0 на 14 януари 1928
- Първият британски клуб, който достига финал за Купата на европейските шампиони.
- Единственият шотландски и първият британски клуб, който печели Европейската купа на шампионите.
- Първият клуб в историята, който печели Купата на европейските шампиони с отбор съставен изцяло от футболисти от същата държава (в този случай всички са родени в радиус от 25 мили около Селтик Парк).
- Рекорд за най-голям резултат във финал за национална купа: Селтик – Рейнджърс 7:1, Купа на шотландската лига 1957
- Рекорд за най-висока посещаемост в мач за европейската купа: срещу Лийдс Юнайтед на Хемпдън Парк – 15 април 1970, официално са отчетени 136 505 зрители, но по неофициални данни са присъствали около 180 000.
- Най-бърз хеттрик в европейския клубен футбол – Марк Бърчил срещу Жонес (Еш, Люксембург) през 2000
- Най-рано спечелена шампионска титла на ШПЛ – спечелена 6 мача преди края на шампионата през 2004 и 2006
- Първото седмично клубно списание във Великобритания – The Celtic View
- Най-голяма голова разлика при победа в ШПЛ: 8:1 срещу Дънфърмлин Атлетик (2006) и 7:0 срещу Сейнт Мирън (2009)
- Селтик и Хибърниън държат рекорда за най-голяма трансферна сума между два шотландски клуба. Селтик купува Скот Браун от Хибс за 4.4 млн. паунда
- Участва в 14 поредни финала за Купата на лигата, от сезон 1964 – 65 до 1977 – 78 включително, което е световен рекорд за участия във финал на големи футболни състезания.

## Успехи

### Национални успехи
- Шотландска премиър лига:
  -  Шампион (55): 1892 – 93, 1893 – 94, 1895 – 96, 1897 – 98, 1904 – 05, 1905 – 06, 1906 – 07, 1907 – 08, 1908 – 09, 1909 – 10, 1913 – 14, 1914 – 15, 1915 – 16, 1916 – 17, 1918 – 19, 1921 – 22, 1925 – 26, 1935 – 36, 1937 – 38, 1953 – 54, 1965 – 66, 1966 – 67, 1967 – 68, 1968 – 69, 1969 – 70, 1970 – 71, 1971 – 72, 1972 – 73, 1973 – 74, 1976 – 77, 1978 – 79, 1980 – 81, 1981 – 82, 1985 – 86, 1987 – 88, 1997 – 98, 2000 – 01, 2001 – 02, 2003 – 04, 2005 – 06, 2006 – 07, 2007 – 08, 2011 – 12, 2012 – 13, 2013 – 14, 2014 – 15, 2015 – 16, 2016 – 17, 2017 – 18, 2018 – 19, 2019 – 20, 2021 – 22, 2022 – 23, 2023 – 24, 2024 – 2025
  -  Вицешампион (31): 1891 – 92, 1894 – 95, 1899 – 00, 1900 – 01, 1901 – 02, 1911 – 12, 1912 – 13, 1917 – 18, 1919 – 20, 1920 – 21, 1927 – 28, 1928 – 29, 1930 – 31, 1934 – 35, 1938 – 39, 1954 – 55, 1975 – 76, 1979 – 80, 1982 – 83, 1983 – 84, 1984 – 85, 1986 – 87, 1995 – 96, 1996 – 97, 1998 – 99, 1999 – 2000, 2002 – 03, 2004 – 05, 2008 – 09, 2009 – 10, 2010 – 11, 2020 – 21
  -  Бронзов медалист (17): 1890 – 91, 1898 – 99, 1903 – 04, 1922 – 23, 1923 – 24, 1926 – 27, 1931 – 32, 1933 – 34, 1936 – 37, 1957 – 58, 1961 – 62, 1963 – 64, 1974 – 75, 1988 – 89, 1990 – 91, 1991 – 92, 1992 – 93
- Купа на Шотландия:
  -  Носител (41): (рекорд) 1891 – 92, 1898 – 99, 1899 – 1900, 1903 – 04, 1906 – 07, 1907 – 08, 1910 – 11, 1911 – 12, 1913 – 14, 1922 – 23, 1924 – 25, 1926 – 27, 1930 – 31, 1932 – 33, 1936 – 37, 1950 – 51, 1953 – 54, 1964 – 65, 1966 – 67, 1968 – 69, 1970 – 71, 1971 – 72, 1973 – 74, 1974 – 75, 1976 – 77, 1979 – 80, 1984 – 85, 1987 – 88, 1988 – 89, 1994 – 95, 2000 – 01, 2003 – 04, 2004 – 05, 2006 – 07, 2010 – 11, 2012 – 13, 2016 – 17, 2017 – 18, 2018 – 19, 2019 – 20, 2022 – 23
  -  Финалист (19): 1888 – 89, 1892 – 93, 1893 – 94, 1900 – 01, 1901 – 02, 1925 – 26, 1927 – 28, 1954 – 55, 1955 – 56, 1960 – 61, 1962 – 63, 1965 – 66, 1969 – 70, 1972 – 73, 1983 – 84, 1989 – 90, 1998 – 99, 2001 – 02, 2024 - 25
- Купа на Шотландската лига:
  -  Победител (22): 1956 – 57, 1957 – 58, 1965 – 66, 1966 – 67, 1967 – 68, 1968 – 69, 1969 – 70, 1974 – 75, 1982 – 83, 1997 – 98, 1999 – 2000, 2000 – 01, 2005 – 06, 2008 – 09, 2014 – 15, 2016 – 17, 2017 – 18, 2018 – 19, 2019 – 20, 2021 – 22, 2022 – 23, 2023 - 24
  -  Финалист (15): 1964 – 65, 1970 – 71, 1971 – 72, 1972 – 73, 1973 – 74, 1975 – 76, 1976 – 77, 1977 – 78, 1983 – 84, 1986 – 87, 1990 – 91, 1994 – 95, 2002 – 03, 2010 – 11, 2011 – 12
- Купа на Глазгоу:
  -  Носител (35): 1891, 1892, 1895, 1896, 1905, 1906, 1907, 1908, 1910, 1916, 1917, 1920, 1921, 1927, 1928, 1929, 1931, 1939, 1941, 1949, 1956, 1962, 1964, 1965, 1967, 1968, 1970, 1975 (поделена), 1982, 2008, 2011, 2014, 2015, 2016, 2017
  -  Финалист (31): 1890, 1893, 1897, 1900, 1902, 1903, 1904, 1909, 1911, 1913, 1919, 1922, 1925, 1926, 1930, 1936, 1945, 1951, 1952, 1961, 1963, 1976, 1979, 1981, 1983, 1986, 1987, 2009, 2010, 2012, 2013
- Купа на коронацията:
  -  Носител (1): 1953
- Купа на Уембли:
  -  Носител (1): 2009
- Купа на Британската лига:
  -  Носител (1): 1902
- Трофей на изложбената империя:
  -  Носител (1): 1938

### Международни успехи
- Купата на европейските шампиони:
  -  Носител (1): 1966 – 67
  -  Финалист (1): 1969 – 70
  - 1/2 финалист (2): 1971 – 72, 1973 – 74
- Купата на УЕФА:
  -  Финалист (1): 2002 – 03
- Купа на носителите на купи (КНК):
  - 1/2 финалист (2): 1963 – 64, 1965 – 66
- Междуконтинентална купа:
  -  Финалист (1): 1967

## Състав

### За сезон 2016 – 17
към 1 септември 2016 г.

## Известни футболисти

### Най-добър отбор за всички времена
Избран от привържениците през 2002 г.
- Роналд „Рони“ Симпсън (вратар)
- Даниел „Дани“ Макгрейн (защ.)
- Уилям „Били“ Макнийл (защ.)*
- Томас Гемъл (защ.)
- Джеймс „Джими“ Джонстън (полузащ.) **
- Робърт „Боби“ Мърдок (полузащ.)
- Пол Макстей (полузащ.)
- Робърт „Бърти“ Оулд (полузащ.)
- Робърт „Боби“ Ленъкс (полузащ.)
- Хенрик Ларсон (нап.) ***
- Кенет „Кени“ Далглиш (нап.)

* избран за най-великия капитан на Селтик

** избран за най-добър футболист на Селтик

*** избран за най-добър чуждестранен футболист на Селтик

### Шотландската футболна зала на славата
- Кени Далглиш
- Боби Еванс
- Томи Джемъл
- Джими Джонстън
- Хенрик Ларсон
- Боби Ленъкс
- Дани Макгрейн
- Джими Макгрори
- Били Макнийл
- Боби Мърдок
- Джон „Джок“ Стийн
- Гордън Страхън
- Джон Томпсън

### Шотландската спортна зала на славата
- Кени Далглиш
- Джими Макгрори
- Джими Джонстън
- Били Макнийл
- Джон „Джок“ Стийн

### Известни чуждестранни футболисти
| - Марк Видука - Скот Макдоналд - Йос Валгерен - Жуниньо Паулища - Стилиян Петров - Мортен Вигхорст - Томас Гравесен - Алън Стъбс - Крис Сътън - Иън Райт | - Дион Дъблин - Андреас Том - Андреас Хинкел - Патрик Бонър - Томи Койн - Рой Кийн - Ейдън Макгийди - Крис Морис - Тони Каскарино - Паоло ди Канио | - Пиер ван Хойдонк - Ян Венегор ъф Хеселинк - Видар Рисет - Харалд Братбак - Нийл Ленън - Жорже Кадете - Артур Боруц - Дариуш Вдовчик - Марчин Журавски - Дмитрий Харин | - Станислав Варга - Любомир Моравчик - Иржи Ярошик - Стефан Аншо - Хенрик Ларсон - Юхан Мялби - Джон Хартсън - Крейг Белами - Дидие Агат - Шунсуке Накамура |

## Български футболисти
- Стилиян Петров: 1999/2006 - (228 мача - 55 гола) (Премиършип)
- Александър Тонев: 2014/15 - (7 мача - 0 гола) (Премиършип-наем)

## Най-успешни мениджъри
- Уили Мейли (1897 – 1940) – 30 трофея
- Джок Стийн (1965 – 1978) – 25
- Били Макнийл (1978 – 83;1987 – 91) – 8
- Мартин О'Нийл (2000 – 2005) – 7
- Гордън Стракън (2005 – 2009) – 6
- Джими Макгрори (1945 – 1965) – 5